# Nisos Chalki Kai Nisides: Kolofona, Pano Prassouda, Tragousa, Strongyli, Agios Theodoros, Maelonisi Alimia, Krevvati, Nisaki, Makry Kai Thalassia Periochi
Nisos Chalki Kai Nisides: Kolofona, Pano Prassouda, Tragousa, Strongyli, Agios Theodoros, Maelonisi Alimia, Krevvati, Nisaki, Makry Kai Thalassia Periochi este o arie protejată (arie de protecție specială avifaunistică — SPA) din Grecia întinsă pe o suprafață de 35.320,29 ha, integral pe uscat.

## Localizare
Centrul sitului Nisos Chalki Kai Nisides: Kolofona, Pano Prassouda, Tragousa, Strongyli, Agios Theodoros, Maelonisi Alimia, Krevvati, Nisaki, Makry Kai Thalassia Periochi este situat la coordonatele 36°12′45″N 27°35′49″E / 36.212569°N 27.596993°E.

## Înființare
Situl Nisos Chalki Kai Nisides: Kolofona, Pano Prassouda, Tragousa, Strongyli, Agios Theodoros, Maelonisi Alimia, Krevvati, Nisaki, Makry Kai Thalassia Periochi a fost declarat arie de protecție specială avifaunistică în octombrie 2001 pentru a proteja 31 de specii de animale.

## Biodiversitate
Situată în ecoregiunile marină mediteraneană și mediteraneană, aria protejată nu include niciun habitat protejat.
La baza desemnării sitului se află mai multe specii protejate de  păsări (31): lăstunul mare (Apus apus), șorecarul comun (Buteo buteo), ciocârlie-cu-degete-scurte (Calandrella brachydactyla), fugaci mic (Calidris minuta), caprimulg (Caprimulgus europaeus), erete alb (Circus macrourus), prepeliță (Coturnix coturnix), lăstun de casă (Delichon urbicum), egretă mică (Egretta garzetta), Emberiza caesia, Falco eleonorae, șoim călător (Falco peregrinus), vânturel de seară (Falco vespertinus), piciorong (Himantopus himantopus), rândunică (Hirundo rustica), Hydrocoloeus minutus, sfrânciocul cu frunte neagră (Lanius minor), sitar de mâl (Limosa limosa), prigoare (Merops apiaster), vultur pescar (Pandion haliaetus), Phalacrocorax aristotelis desmarestii, corcodel mare (Podiceps cristatus), corcodel-cu-gât-negru (Podiceps nigricollis), turturică (Streptopelia turtur), Sylvia ruppeli, Tachymarptis melba, fluierar de mlaștină (Tringa glareola), fluierar cu picioare verzi (Tringa nebularia), fluierarul de zăvoi (Tringa ochropus), fluierar de lac (Tringa stagnatilis), fluierarul cu picioare roșii (Tringa totanus)
Pe lângă speciile protejate, pe teritoriul sitului au mai fost identificate 2 specii de păsări.